# Farman F.150
Farman F.150 Marin là một loại máy bay ném bom hai tầng cánh của Pháp trong thập niên 1920, do hãng Farman thiết kế chế tạo cho Hải quân Pháp.

## Tính năng kỹ chiến thuật (bản trên bộ)
Dữ liệu lấy từ 
Đặc điểm tổng quát
- Kíp lái: 3
- Chiều dài: 11.46 m (37 ft 7¼ in)
- Sải cánh: 20.30 m (66 ft 7¼ in)
- Diện tích cánh: 131.60 m2 (1416.58 ft2)
- Trọng lượng rỗng: 2970 kg (6548 lb)
- Trọng lượng có tải: 5270 kg (11618 lb)
- Powerplant: 3 × Gnome-Rhône Jupiter, 313 kW (420 hp) mỗi chiêc

Hiệu suất bay
- Vận tốc cực đại: 175 km/h (109 mph)
- Trần bay: 4400 m (14.435 ft)

Vũ khí trang bị
- 4 × súng máy 0.303 in (7,7 mm)
- 1200kg (2646lb) bom hoặc 1 ngư lôi